# Svarttjärnen (Mörsils socken, Jämtland, 702898-138692)
Svarttjärnen är en sjö i Åre kommun i Jämtland och ingår i Indalsälvens huvudavrinningsområde.